# Дембіна-Лентовська
Дембіна-Лентовська (пол. Dębina Łętowska) — село в Польщі, у гміні Войнич Тарновського повіту Малопольського воєводства.
Населення — 286 осіб (2011).
У 1975-1998 роках село належало до Тарновського воєводства.

## Демографія
Демографічна структура станом на 31 березня 2011 року:
|          | Загалом | Допрацездатний вік | Працездатний вік | Постпрацездатний вік |
| -------- | ------- | ------------------ | ---------------- | -------------------- |
| Чоловіки | 152     | 46                 | 90               | 16                   |
| Жінки    | 134     | 32                 | 82               | 20                   |
| Разом    | 286     | 78                 | 172              | 36                   |